# Trinidad och Tobagos Davis Cup-lag
Trinidad och Tobagos Davis Cup-lag styrs av Trinidad och Tobagos tennisförbund och representerar Trinidad och Tobago i tennisturneringen Davis Cup, tidigare International Lawn Tennis Challenge. Trinidad och Tobago debuterade i sammanhanget 1990, och har bland annat spelat i Amerikazonens Grupp II.